# Marcel Halstenberg
Marcel Halstenberg (sinh ngày 27 tháng 9 năm 1991) là một cầu thủ bóng đá người Đức thi đấu cho câu lạc bộ Hannover 96 tại 2. Bundesliga và đội tuyển quốc gia Đức. Ngoài việc chơi ở vị trí hậu vệ trái, anh còn chơi ở vị trí trung vệ.

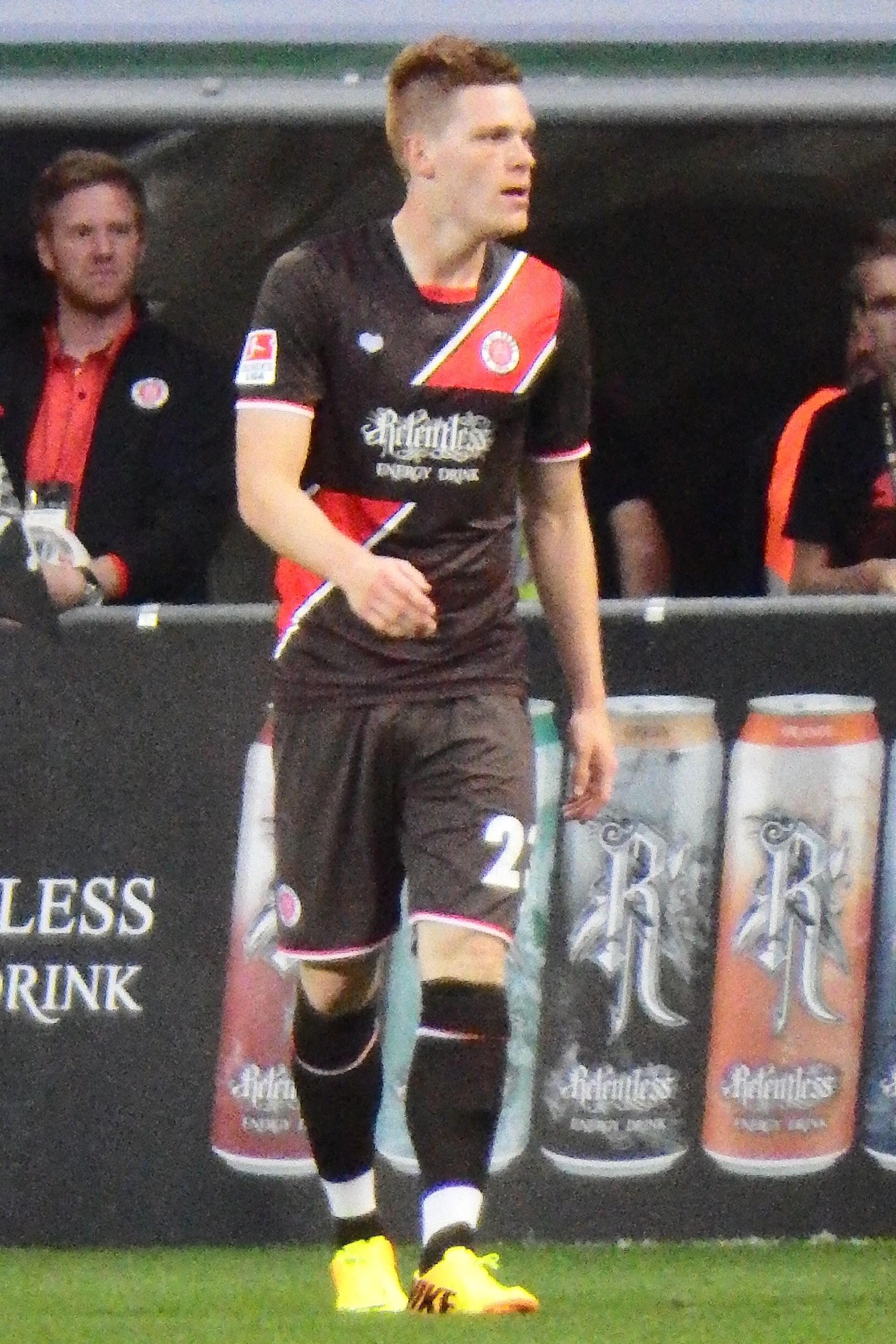
Halstenberg chơi cho FC St. Pauli năm 2013.

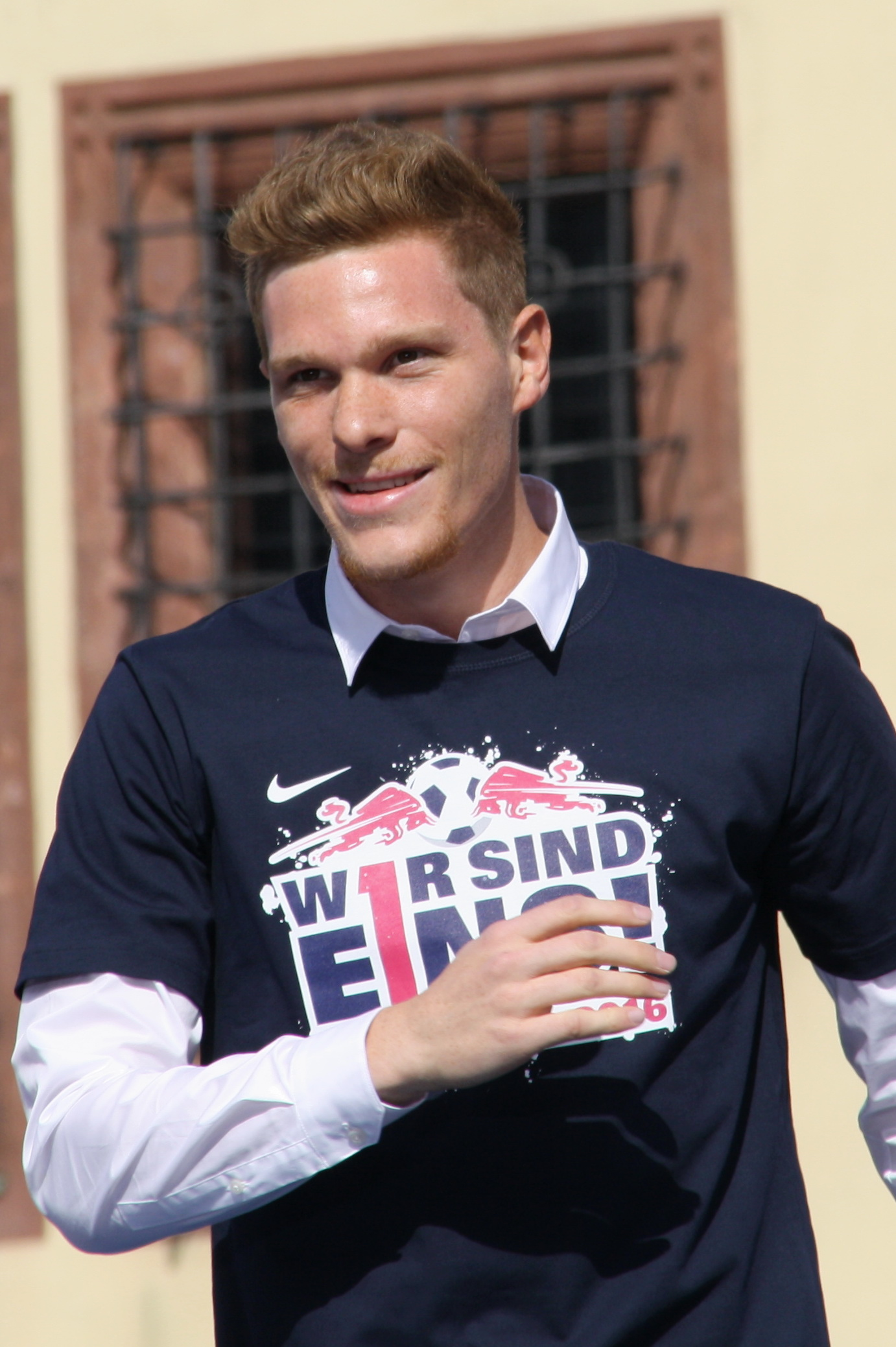
Halstenberg ăn mừng thăng hạng Bundesliga cùng RB Leipzig năm 2016.

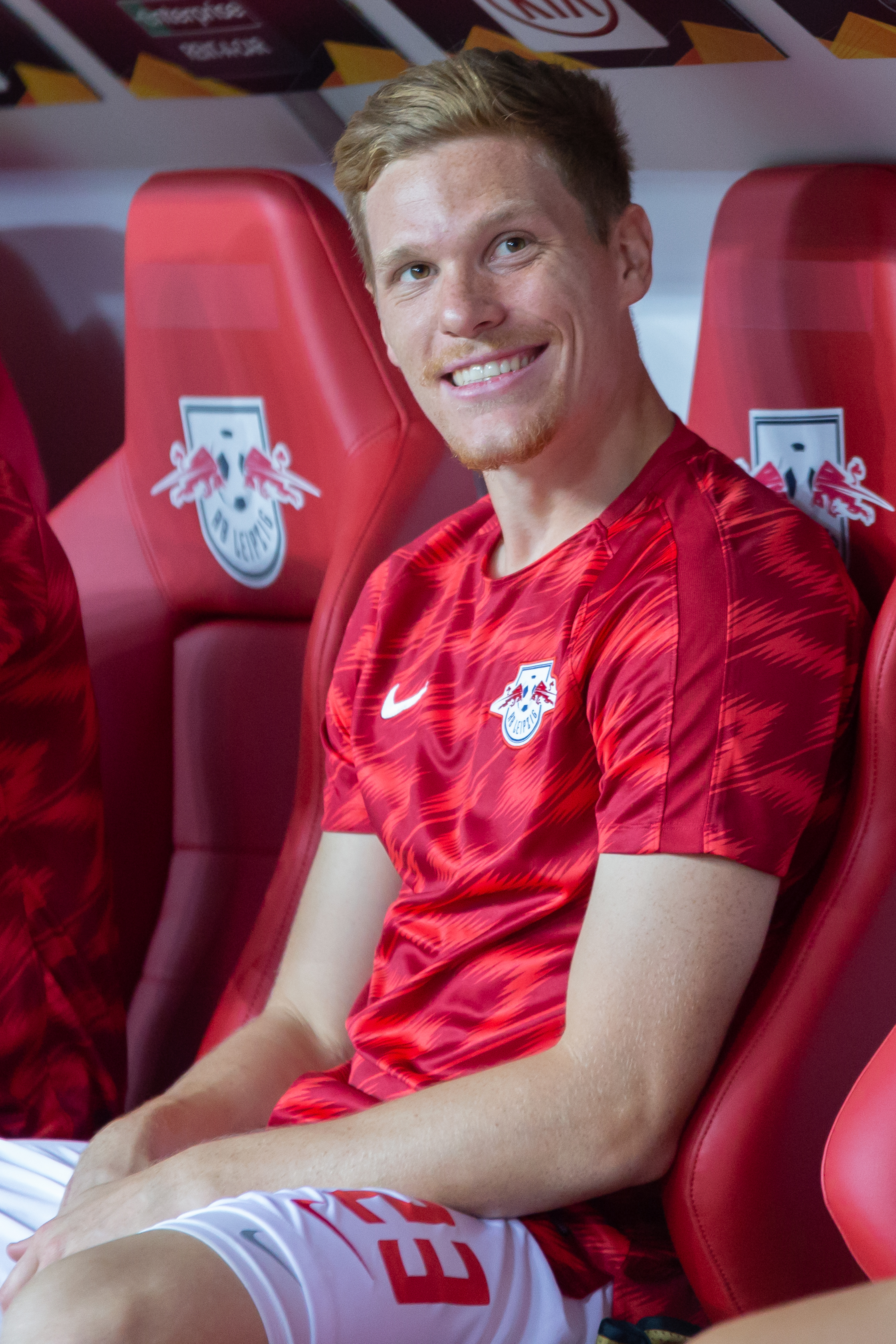
Halstenberg trên băng ghế dự bị trong trận đấu UEFA Europa League với Red Bull Salzburg vào tháng 9 năm 2018.

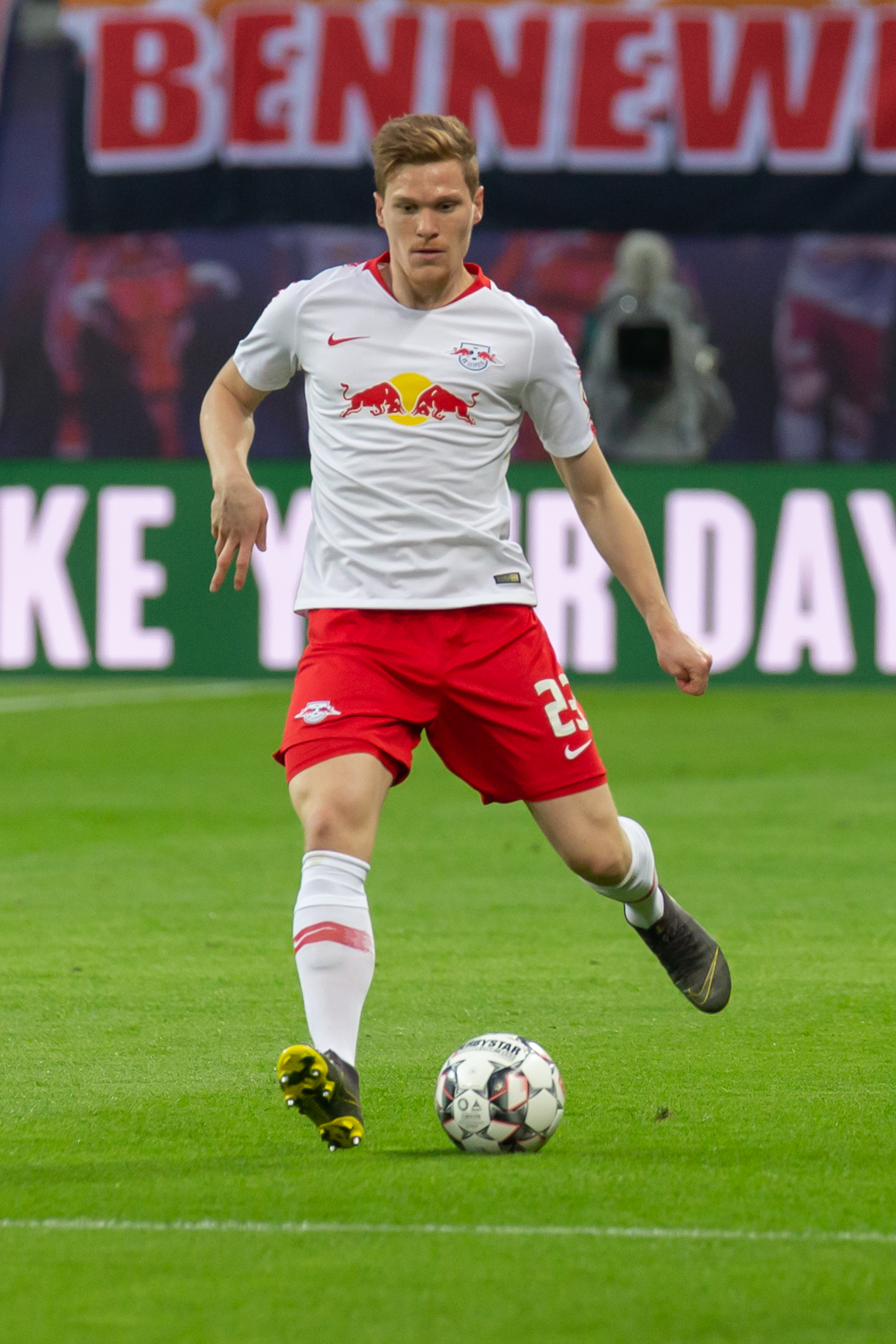
Halstenberg thi đấu trước Hertha BSC vào tháng 3 năm 2019.

## Danh hiệu
RB Leipzig
- DFB-Pokal: 2021–22,[4] 2022–23[5]

Cá nhân
- Đội hình xuất sắc nhất mùa giải Bundesliga: 2018–19 [6]